# (11949) Kagayayutaka
(11949) Kagayayutaka est un astéroïde de la ceinture principale.

## Description
(11949) Kagayayutaka est un astéroïde de la ceinture principale. Il fut découvert le 19 septembre 1993 à Kitami par Kin Endate et Kazuro Watanabe. Il présente une orbite caractérisée par un demi-grand axe de 3,09 UA, une excentricité de 0,18 et une inclinaison de 7,6° par rapport à l'écliptique.

## Compléments